# 陳彬 (歌仔戲)
陳彬（1947年—），男，中国歌仔戏作曲家，長期從事歌仔戲（薌劇）音樂整理和創作工作，一級作曲。

## 生平
在校學習鋼琴和作曲專業，分配到漳州市薌劇團工作以后，跟邵江海、林文祥先生學習歌仔戲音樂藝術。
與陳松民合作編寫《薌劇傳統曲調選》專書，1986年由北京人民音樂出版社首度出版。
歌仔戲（薌劇）音樂設計作品有《李三娘》、《梁山伯祝英台》、《釵頭鳳》、《李娃傳》（台灣）、《長生殿》（台灣）等。